# 김정하 (1996년)
김정하(1996년 8월 4일 ~ )는 대한민국의 배우이다.

## 드라마
- 2022년 : 와이낫미디어 《세상에 없는 여자친구》
- 2022년 : 픽고 《픽고》
- 2022년 : 루디고 《루대숲》
- 2023년 : 버거가게 《버거로운 버거생활》
- 2023년 : 치즈필름 《여동사진》
- 2023년 : 페이북컴퍼니 《힙지로 딕댱인》
- 2023년 : 와이낫미디어《사먼의 가》
- 2023년 : SBS 《7인의 탈출》- 방현우 역
- 2024년 : SBS 《7인의 부활》- 방현우 역
- 2024년 : 시네마천국 《재즈처럼》- 송주하 역

## 뮤직비디오
- 2020년 : 송이한 - 매일 너를

## 광고
- 2023년 : LG프라엘 더마쎄라
- 2023년 : LG 시네빔
- 2023년 : 어메이징 오트